# Цой, Марианна Игоревна
Марья́на (Мариа́нна) И́горевна Цой (при рождении Ковалёва, в первом браке Родованская; 5 марта 1959, Ленинград, СССР — 27 июня 2005, Санкт-Петербург, Россия) — советская и российская писательница, переводчица, общественный деятель, музыкальный продюсер. Жена советского рок-музыканта, поэта, актёра и художника Виктора Цоя.
Была администратором рок-группы «Кино»; также была продюсером Рикошета, Сергея Елгазина и Александра Заславского.

## Биография
Родилась 5 марта 1959 года в семье Игоря Вадимовича Ковалёва (1933—2005) и Инны Николаевны Голубевой (1932—2017).
Вышла замуж за Виктора Цоя 4 февраля 1984 года. Марианна Цой была администратором группы «Кино», занималась продюсерской деятельностью, являясь обладательницей 50 % авторских прав на альбомы группы. Благодаря ей было издано несколько сборников, посвящённых Цою, а также двойная пластинка-трибьют «КИНОпробы», на которой песни «Кино» исполнили популярные музыканты.
В сорок лет, в 1999 году, окончила Восточный факультет Санкт-Петербургского университета (СПбГУ), много переводила с японского языка, освоила английский язык, занималась живописью.

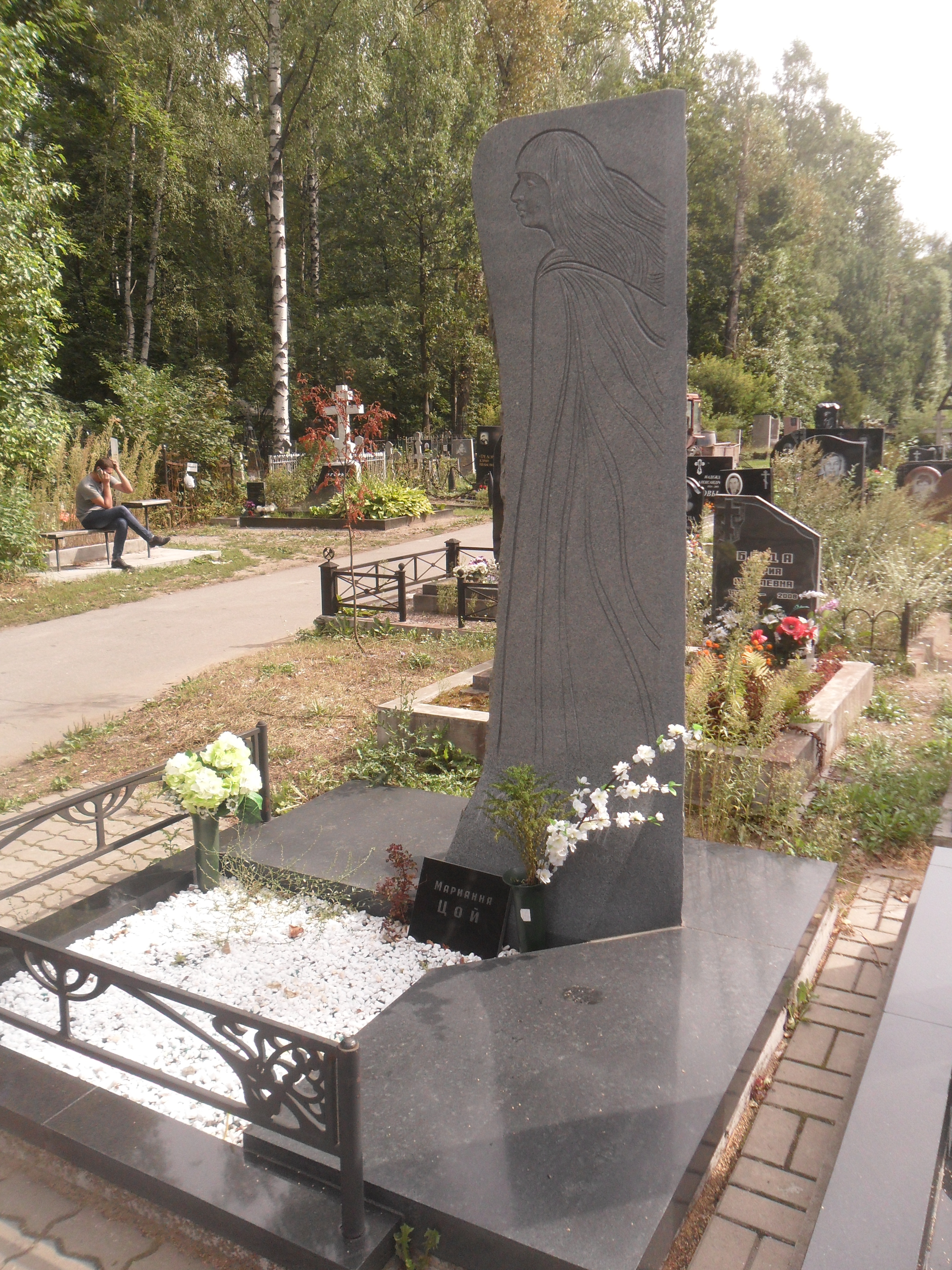
Могила Марианны Цой на Богословском кладбище Санкт-Петербурга

Написала книгу о Викторе Цое под названием «Точка отсчёта», является соавтором (вместе с Александром Житинским) книги «Виктор Цой. Стихи, документы, воспоминания» («Новый Геликон», Санкт-Петербург, 1991).
В последние годы жизни выступала продюсером Рикошета, Сергея Елгазина, Александра Заславского, занималась установкой памятника В. Цою на Арбате.
Марианне была сделана операция на груди, но позже у неё была обнаружена опухоль мозга.
Скончалась на 47-м году жизни 27 июня 2005 года в своей квартире в центре Санкт-Петербурга.
Похороны Марианны Цой состоялись 29 июня на Богословском кладбище Санкт-Петербурга, недалеко от могилы Виктора Цоя.

## Личная жизнь
- Первый муж — Владимир Родованский[5].
- Второй муж — Виктор Цой (в 1984—1990 гг.). Хотя последние три года они и не жили вместе, официально так и не развелись[5].
  - Сын — Александр Цой (род. 26 июля 1985), музыкант, веб-дизайнер.
- Много лет прожила с фактическим мужем, петербургским рок-музыкантом Александром Аксёновым по прозвищу «Рикошет»[5][6].

## Дискография
Организатор и продюсер выхода ряда сборников и трибьютов группы «Кино» и Виктора Цоя:
1. 1992 — «Неизвестные песни» (издан как сольник Цоя);
2. 2000 — «КИНОпробы» (двойной трибьют альбом);
3. 2002 — «День рождения Виктора Цоя» (концерт-трибьют).

## Кинематограф
Снялась в ряде документальных фильмов о Викторе Цое и группе «Кино»:
1. 1992 — «Последний герой»;
2. 2009 — «Последний герой: двадцать лет спустя».

В художественном фильме о Викторе Цое и Майке Науменко «Лето» (2018) роль Марианны сыграла актриса Юлия Лобода.
В фильме Алексея Учителя о вымышленных событиях после гибели Виктора Цоя «Цой» (2020) роль жены Виктора под именем Марина сыграла актриса Марьяна Спивак.

## Книги
- «Точка отсчёта» — ISBN 5-289-01938-3
- «Виктор Цой. Стихи, документы, воспоминания» — Санкт-Петербург: Лениздат, Шок Records, 1997. — 15 с. — ISBN 5-289-01938-3.